# Noël Wells
Noël Kristi Wells (* 23. prosince 1986 San Antonio, Texas, USA) je americká herečka, komička a hudebnice.
Vystudovala Texaskou univerzitu v Austinu a ještě během studií vystupovala v austinském divadelním podniku Esther's Follies v jeho komediálních skečích a jako asistentka kouzelníka. Po přestěhování do Los Angeles působila v improvizačním divadle Upright Citizens Brigade Theatre a účinkovala v komediálních skečích pro Cracked.com či CollegeHumor. V televizi se poprvé objevila v roce 2013, jednu sezónu působila v pořadu Saturday Night Live. V letech 2015–2017 ztvárnila hlavní roli v seriálu Mistr amatér, jinak se věnuje převážně dabingu animovaných děl, například v seriálech Graig od potoka (od 2018) a Star Trek: Lower Decks (od 2020). Představila se také v několika filmech, například ve snímcích Happy Anniversary (2018) či Pařiči (2018). Film Mr. Roosevelt, ve kterém ztvránila hlavní roli, také napsala a režírovala.
V roce 2019 vydala své debutové album It’s So Nice!.